# Hufschmied

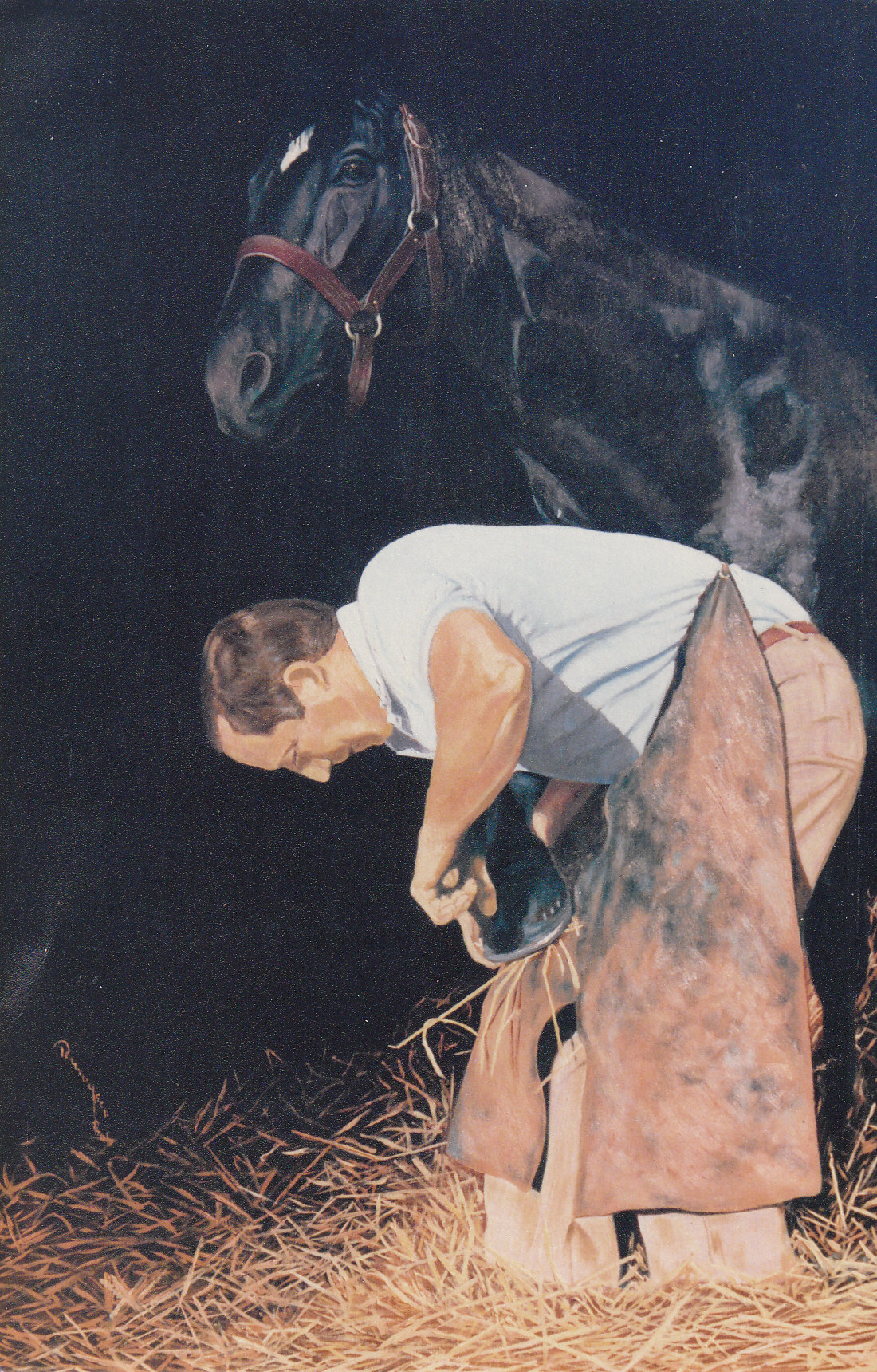
Bob Demuyser: Der Hufschmied

Ein Hufschmied ist ein Spezialist für die Pflege (das Ausschneiden) und das Beschlagen von Tierhufen mit Hufeisen oder anderen Materialien. Die Hufeisen und Hufnägel stellt er traditionell auch selbst im Schmiedeprozess her bzw. passt die Hufeisen der Form des Hufes an. Die Arbeit beinhaltet auch die Behandlung verletzter und kranker Hufe.
In Österreich und der Schweiz ist „Hufschmied“ die korrekte Berufsbezeichnung, in Deutschland wird der Beruf offiziell „Hufbeschlagschmied“ genannt.

## Aufgaben

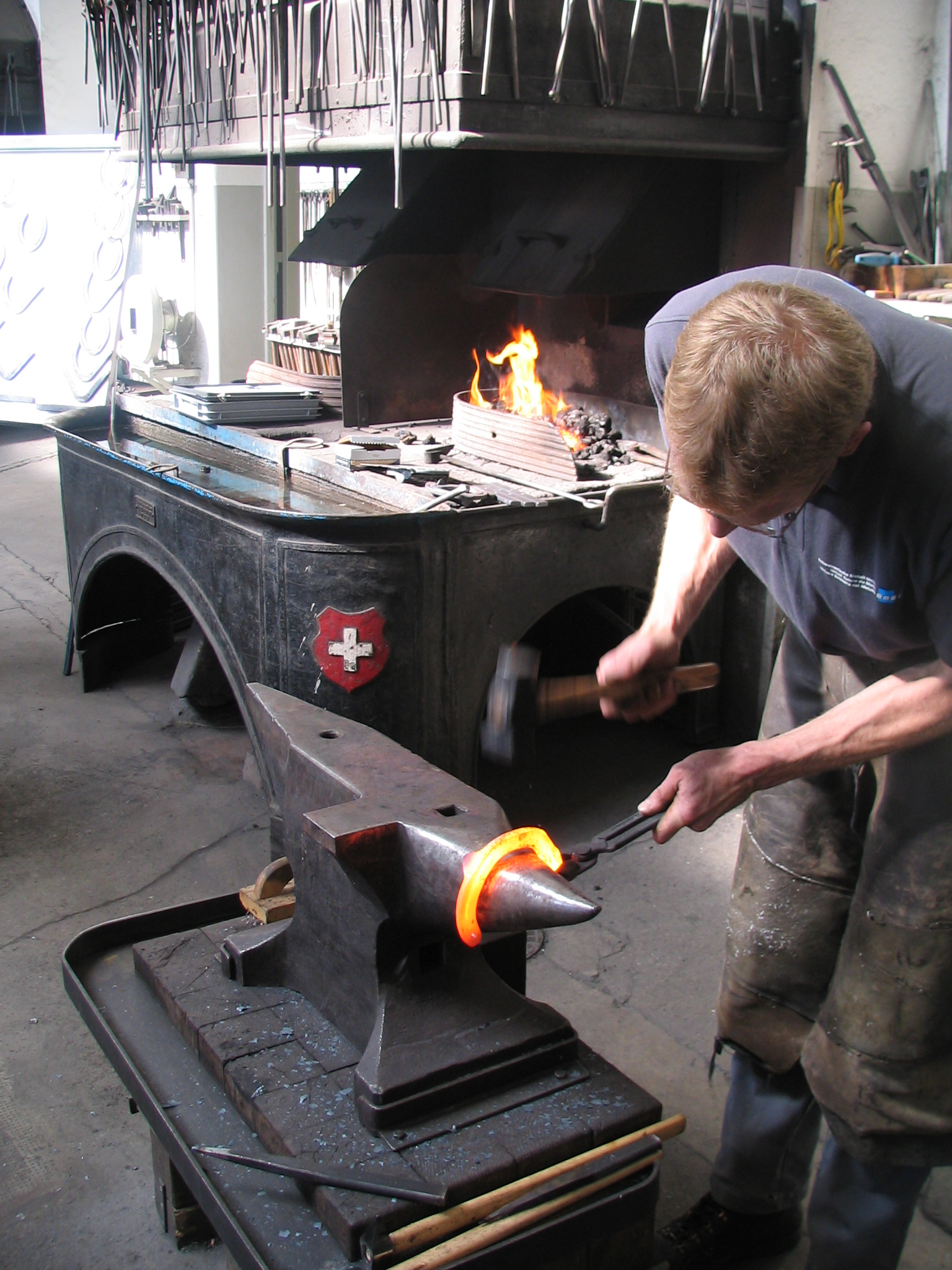
Schmieden eines Hufeisens an einem Amboss (2013)

Die traditionellen Aufgaben des Hufschmieds sind der Beschlag mit Hufeisen sowie das Kürzen und Korrigieren bei Barhufgängern. Dazu gehört auch die Zubereitung des Hufes für den Beschlag durch Ausschneiden, Wirken (siehe: Wirkeisen) und Raspeln des Horns. Bei Stellungsfehlern, Hufkrankheiten wie Hufrehe oder Hohle Wand usw. wird der Schmied (als „Rossarzt“, mittelhochdeutsch roßarzat) auch therapeutisch tätig, indem er durch das Anbringen spezieller Beschläge die Heilung unterstützt.
Neben dem Beschlag bieten viele Hufschmiede heutzutage auch die Anpassung von Hufschuhen an, die entweder dauerhaft an den Huf geklebt werden oder wie ein Schuh für jeden Ausritt dem Reittier angezogen werden.
Die Zahnpflege, die traditionell auch zu den Aufgaben des Hufschmiedes gehörte, wird mittlerweile häufig von Tierärzten durchgeführt.
Zu seinem Arbeitsgebiet gehört nicht nur der Beschlag von Pferden, sondern auch von anderen Equiden (Esel, Maultiere).

### Klauenschmied

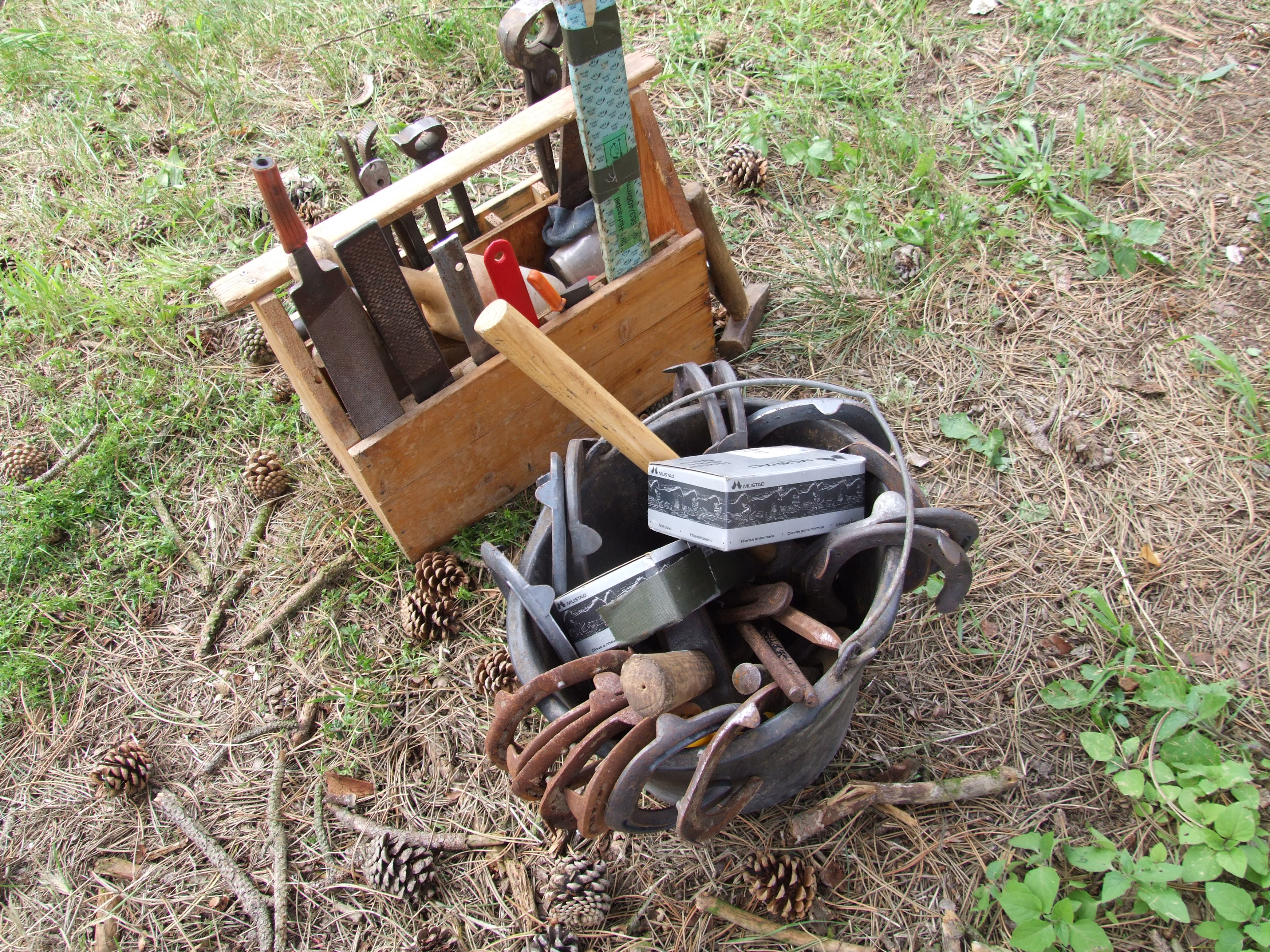
Werkzeug eines Hufschmieds

Bei Bedarf zählte in früheren Zeiten auch das Beschlagen von Rindern (Kühe, Bullen, Ochsen), soweit sie für den Transport eingesetzt wurden und ihre Klauen sich deshalb stark abnutzten, mit so genannten Klaueneisen zu den Tätigkeiten eines Hufschmieds. Es gab sogar Schmiede, die sich als „Klauenschmiede“ spezialisierten und ausschließlich Kühe beschlugen. Klauenpfleger gibt es immer noch, aber normalerweise werden Rinder in Deutschland heutzutage nicht mehr beschlagen.
Der Beruf des Klauenpflegers unterscheidet sich in der Ausbildung und der Art der ausgeübten Tätigkeit deutlich von dem des Hufschmieds.

## Ausbildung

### Deutschland
Im Gegensatz zum Hufpfleger ist die Ausbildung des Hufschmieds in Deutschland gesetzlich geregelt. Die Ausbildung zum Hufbeschlagschmied erforderte früher eine abgeschlossene Ausbildung im Metallhandwerk als Grundlage, an die sich ein Praktikum, ein Lehrschmiedeaufenthalt und die staatliche Prüfung anschlossen.
Folgende Möglichkeiten gibt es heute:
1. Grundausbildung im Metallbau, Fachrichtung Metallgestaltung, Kernbereich Hufbeschlag mit Gesellenprüfung; anschließend viermonatiger Vorbereitungslehrgang an einer staatlich anerkannten Hufbeschlagschule und staatliche Hufbeschlagprüfung.
2. Eine beliebige abgeschlossene Berufsausbildung; einmonatiger anerkannter Einführungslehrgang; 24-monatige Fortbildung in sozialversicherungspflichtiger Anstellung bei einem staatlich anerkannten Hufbeschlagschmied, welcher den Hufbeschlag mindestens drei Jahre hauptberuflich ausübt; anschließend viermonatiger Vorbereitungslehrgang an einer staatlich anerkannten Hufbeschlagschule und abschließende staatliche Hufbeschlagprüfung. Auf Antrag und Arbeitsprobe kann die Fortbildungsdauer verkürzt werden, beispielsweise durch Berufsabschlüsse im Bereich der Pferdehaltung.
3. Ohne vorherige abgeschlossene Berufsausbildung; einmonatiger anerkannter Einführungslehrgang; 24-monatige Fortbildung in sozialversicherungspflichtiger Anstellung bei einem staatlich anerkannten Hufbeschlagschmied, welcher den Hufbeschlag mindestens drei Jahre hauptberuflich ausübt; anschließend viermonatiger Vorbereitungslehrgang an einer staatlich anerkannten Hufbeschlagschule und abschließende staatliche Hufbeschlagprüfung. Keine staatliche Anerkennung; daher ist keine Selbstständigkeit, sondern nur ein Anstellungsverhältnis möglich. Auf Antrag und Arbeitsprobe kann die Fortbildungsdauer verkürzt werden, beispielsweise durch Berufsabschlüsse im Bereich der Pferdehaltung.

### Österreich
Der Lehrberuf Hufschmied hat in Österreich eine Ausbildungsdauer von 3 Jahren und erfolgt im Sinne einer dualen Ausbildung. Darüber hinaus besteht die Möglichkeit, weiterführend eine Meister- und Befähigungsprüfung abzulegen.

### Schweiz
Die Lehre zum Hufschmied Eidgenössisches Fähigkeitszeugnis dauert 4 Jahre. Angehende Hufschmiede besuchen an einem Tag die Woche die Berufsfachschule. Der dritte Lernort sind die Überbetrieblichen Kurse.
Gelernte Hufschmiede können sich zum qualifizierten Hufschmied spezialisieren. Das Gütezeichen wird in einem SMU-Verbandskurs erworben. Ein qualifizierter Hufschmied verpflichtet sich zur regelmäßigen Weiterbildung. Eine Höhere Fachprüfung (eidg. dipl. Hufschmiedemeister) ist in Planung.
Die altrechtliche höhere Fachprüfung zum Schmied-Hufschmiedmeister nach Reglement von 1987 wird nicht mehr durchgeführt, da die Berufe Schmied und Hufschmied sich auseinanderentwickelt haben.